# Suus
«Suus» — песня албанской певицы Роны Нишлиу, представлявшая Албанию на музыкальном конкурсе «Евровидение 2012».
Текст песни написан на албанском языке, однако её название — латинское и обозначает притяжательное местоимение третьего лица — «его», «её» или «их»; официальный перевод названия — «Личное». Музыкальный сингл и сокращённая версия песни (подходящая под требования «Евровидения») была выпущена 17 марта 2012 года.
В декабре 2011 года Рона Нишлиу заняла 1-е место на отборочном этапе — фестивале Festivali i Këngës. Песня заняла 2-е место в полуфинале и 5-е — в финале «Евровидения», набрав 146 баллов; это стало лучшим результатом Албании на конкурсе до сего момента.

## Список композиций
Сингл
1. «Suus» — 3:04[5]
2. «Suus» (Karaoke version) — 3:04[6]
3. «Suus» (English Jazz version) — 3:10